# San Lucas dibujando a la Virgen
San Lucas dibujando a la Virgen también conocida como la Virgen de san Lucas, es una obra del pintor flamenco Rogier van der Weyden. Es un óleo sobre tabla de roble, pintado en el período 1435-1440. Mide 137,5 cm de alto y 110,8 cm de ancho. Se exhibe actualmente en el Museo de Bellas Artes de Boston (Estados Unidos). Existe una copia muy buena en la Alte Pinakothek de Múnich, habiendo otras en el Museo del Hermitage en San Petersburgo y en el Museo Groeninge de Brujas.
La procedencia exacta de la obra sigue sujeta a interrogantes, pero se sugiere su identificación con una pintura citada en España, en el Monasterio de El Escorial, a finales del siglo XVI. Después hubo de pertenecer al infante Sebastián Gabriel de Borbón, y en 1893 fue donada al museo de Boston por el empresario y filántropo Henry Lee Higginson. Actualmente se considera el ejemplo más importante de Van der Weyden conservado en todo el continente americano.
En este cuadro se ve al evangelista Lucas con la Virgen María junto con el Niño Jesús. En la Leyenda Áurea de Jacobo de la Vorágine narra que la Virgen se apareció varias veces a san Lucas, el cual pintó un retrato. En esta leyenda se encuentra uno de los orígenes o la justificación de la representación de la imagen en la tradición en el Cristianismo. La composición de la imagen se basa en gran medida de la Virgen del Canciller Rolin por Jan van Eyck, cuadro prácticamente coetáneo, pues es de 1435: las dos figuras en primer plano y, detrás, una galería en la que se ven dos figuras que asomadas miran el río que transcurre hasta el horizonte; y a un lado se ve una ciudad típicamente gótica. 
La Virgen María está a la izquierda, dando el pecho al Niño. Un lujoso dosel de brocado dorado la cubre por encima. Al otro lado se encuentra San Lucas, vestido de rojo intenso. Lleva en la mano una punta de plata, que era un instrumento de dibujo propio del siglo XV y ello evidencia que está trazando un boceto. En el extremo de la derecha se entreve un buey, símbolo de san Lucas, así como un libro abierto.
En cuanto a las figuras que aparecen en segundo plano, han sido identificadas como los padres de la Virgen: Joaquín y Ana. Recuerdan claramente a las que se ven en La Virgen del Canciller Rolin.